# سینس د کامپس
سینس د کامپس (به اسپانیایی: Ceinos de Campos) یک شهرستان در اسپانیا است که در استان وایادولید واقع شده‌است.